# Síndromes y un siglo
Síndromes y un siglo (en tailandés: แสงศตวรรษ S̄æng ṣ̄atawǎat, literalmente La luz del siglo) es una película dramática tailandesa de 2006 escrita y dirigida por Apichatpong Weerasethakul. Se estrenó el 30 de agosto de 2006 en el 63.er Festival de Cine de Venecia.
La película es un homenaje a los padres del director y está dividida en dos partes. Los personajes y los diálogos de la segunda mitad son esencialmente los mismos que los de la primera, pero los escenarios y el desenlace de las historias son diferentes. La primera parte se desarrolla en un hospital de la Tailandia rural, mientras que la segunda transcurre en un centro médico de Bangkok. "La película trata de la transformación, de cómo la gente se transforma para mejor", dijo Apichatpong en una entrevista.
En Tailandia, Síndromes y un siglo se convirtió en polémica después de que la Junta de Censura exigiera que se cortaran cuatro escenas para que la película pudiera exhibirse comercialmente. El director se negó a cortar la película y la retiró del mercado nacional. Desde entonces, el director había aceptado una proyección limitada en Tailandia en la que las escenas cortadas se sustituyeron por una pantalla negra para protestar e informar al público sobre los problemas de la censura.

## Reparto
- Nantarat Sawaddikul como Dr. Toey
- Jaruchai Iamaram como Dr. Nohng
- Nu Nimsomboon como Toa
- Sophon Pukanok como Noom, el experto en orquídeas.
- Jenjira Pongpas como Pa Jane
- Arkanae Cherkam como dentista Ple
- Sakda Kaewbuadee como Monje Sakda
- Sin Kaewpakpin como Old Monk

## Recepción

### Recepción de la crítica
La película tiene una calificación "fresca" del 89% en Rotten Tomatoes, según 44 reseñas y una calificación promedio de 7.6/10. El consenso crítico del sitio web dice: "A pesar de tener poca narrativa, Síndromes de Apichatpong Weerasethakul es una memoria conmovedora y fascinante". Metacritic le otorga una puntuación de 71 sobre 100, según siete reseñas.